# Friedrich Franz von Waldersee
Friedrich Franz Graf von Waldersee (* 17. Dezember 1829 in Berlin; † 6. Oktober 1902 in Schwerin) war ein preußischer Generalleutnant. 

## Leben

### Herkunft
Friedrich Franz Graf von Waldersee war ein Enkel von Franz Graf Waldersee (1763–1823), einem illegitimen Sohn des Fürsten (ab 1806 Herzog) Leopold III. von Anhalt-Dessau aus einer Verbindung mit Johanne Eleonore Hoffmeier. Er war das vierte von sechs Kindern des preußischen Generals der Kavallerie Franz von Waldersee (1791–1873) und dessen Ehefrau Friederike, geborene von Hünerbein (1799–1859). Seit 1897 befindet sich der Familiensitz derer von Waldersee auf Gut Schloss Waterneverstorff im Ortsteil Waterneverstorf der Gemeinde Behrensdorf.

### Militärkarriere
Waldersee besuchte das Friedrich-Wilhelms-Gymnasium in Berlin und trat anschließend am 13. August 1848 als Füsilier in das Kaiser Alexander Garde-Grenadier-Regiment Nr. 1 der Preußischen Armee ein. Während der Revolution 1849 war er mit seinem Regiment an der Niederschlagung von Straßenkämpfen in Dresden beteiligt. Im weiteren Verlauf seiner Militärkarriere wechselte Waldersee 1857 von der Infanterie zur Kavallerie über und wurde am 18. Dezember 1864 Rittmeister und Eskadronchef im Dragoner-Regiment Nr. 6. Als solcher nahm er im Deutschen Krieg 1866 an den Kämpfen bei Dermbach, Hammelburg, Roßbrunn und Uettingen sowie der Beschießung von Würzburg teil. Für seine Leistungen erhielt Waldersee den Roten Adlerorden IV. Klasse mit Schwertern.
Am 2. Mai 1870 wurde er zum Major befördert und während des Krieges gegen Frankreich 1870/71 als Stabsoffizier verwendet. Waldersee war bei den Schlachten von Gravelotte und Noisseville sowie der Belagerung von Metz, für die er mit dem Eisernen Kreuz II. Klasse ausgezeichnet wurde.
Am 22. September 1874 beauftragte man Waldersee mit der Führung des Ulanen-Regiments Nr. 13, beförderte ihn am 18. Januar 1875 zum Oberstleutnant und ernannte ihn schließlich am 15. Juni 1875 zum Regimentskommandeur. In dieser Funktion folgte am 18. April 1878 seine Beförderung zum Oberst. Als solcher wurde Waldersee am 15. Mai 1883 à la suite des Regiments gestellt und zum Kommandeur der 6. Kavallerie-Brigade in Brandenburg an der Havel ernannt. Im Jahr darauf kehrte er nach Hannover zurück und wurde am 14. März 1884 Kommandant der Stadt sowie am 15. April 1884 Generalmajor. Es folgte am 4. August 1888 noch die Verleihung des Charakters als Generalleutnant und in Würdigung seiner Verdienste am 21. September 1889 die Verleihung des Sterns zum Kronenorden II. Klasse. Am 16. Mai 1891 wurde Waldersee unter Verleihung des Sterns zum Roten Adlerorden II. Klasse mit Eichenlaub mit Pension zur Disposition gestellt.
Er verstarb an einem Herzschlag und wurde in Hannover auf dem Engesohder Friedhof beigesetzt.

### Familie
Am 19. Mai 1863 heiratete Waldersee in Alt-Jeßnitz Geraldine Freiin von Ende (1843–1919). Das Paar hatte zwei Söhne:
- Leopold Friedrich Franz Otto (1864–1950), preußischer Offizier

⚭ 1898 Emilie von Kotze (1872–1935)
- Siegfried (1866–1886)